# Eric Johnson (acteur)
Pour les articles homonymes, voir Johnson et Eric Johnson.
Eric Johnson, né le 7 août 1979 à Edmonton (Alberta, Canada) est un acteur canadien, connu en particulier pour son rôle de Whitney Fordman dans la série Smallville.

## Biographie
Eric Johnson voit le jour le 7 août 1979 à Edmonton au Canada. Il commence sa carrière à l’âge de 9 ans grâce à ses parents qui l’inscrivent dans une compagnie théâtrale.  
En 1994, il fait ses premiers pas d’acteur dans le film Légende d’Automne où il interprète une version jeune de Tristan – joué par Brad Pitt. Il enchaîne quelques petits projets avant de décrocher le rôle principal du téléfilm Scorn qui lui vaut une nomination pour le Gemini Award du meilleur acteur. Il se fait remarquer aux États-Unis et en 2001, se voit proposer le rôle de Whitney Fordman, le rival de Clark Kent, dans la série Smallville. 
Après 2 ans face à Superman, il quitte la série et en 2003, interprète lui-même un superhéros : Flash Gordon, dans la série éponyme. C’est un échec et la série s’arrête après 1 saison. Eric Johnson doit attendre 2010 pour retrouver un rôle important grâce à Rookie Blue. Depuis 2013, il fait partie du casting principal de la série The Knick produite par Steven Soderbergh où il donne la réplique à Clive Owen. L'acteur est choisi en 2016 pour incarner Jack Hyde dans les deux prochains volets de la franchise 50 nuances de Grey. 
Côté vie privée, l’acteur est marié depuis 2004 avec la scénariste et productrice Adria Budd, qu’il a rencontrée sur le tournage de Smallville. Ils sont parents d’une fille, Calla, née en 2007.

## Filmographie

### Cinéma

#### Longs métrages
- 1994 : Road to Saddle River : Lance
- 1994 : Légendes d'automne (Legends of the Fall) : Teen Tristan
- 1998 : Heart of the Sun : Jack
- 1999 : Question of Privilege : Joel Aldridge
- 2000 : À la frontière du cœur (Borderline Normal) : Rocco
- 2000 : Mon amie Masha (Bear with Me) : Scott Robinson
- 2001 : Texas rangers, la revanche des justiciers (Texas Rangers) : Rollins
- 2002 : Bang bang t'es mort : Mark Kenworth
- 2003 : Stealing Sinatra : Dean Torrence
- 2004 : Ginger Snaps : Résurrection (Ginger Snaps: Unleashed) : Tyler
- 2004 : The Work and the Glory (en) : Joshua Steed
- 2005 : The Work and the Glory : American Zion (en) : Joshua Steed
- 2006 : Expiration Date (en)
- 2006 : The Work and the Glory III: A House Divided : Joshua Steed
- 2006 : Vacances de rêve (Honeymoon with Mom) : Adam
- 2017 : Cinquante nuances plus sombres (Fifty Shades Darker) de James Foley : Jack Hyde
- 2018 : Cinquante nuances plus claires (Fifty Shades Freed) de James Foley : Jack Hyde
- 2018 : L'Ombre d'Emily (A Simple Favor) de Paul Feig : Davis
- 2019 : Disparition à Clifton Hill (Disappearance at Clifton Hill) de Albert Shin :  Charlie Lake

#### Courts métrages
- 2002 : Beauty Shot : Chad Johnson
- 2004 : Blinded : John
- 2004 : A Clown's Gift : Sam the Clown
- 2013 : Detention : Mr. Elliot
- 2014 : Interview with a Time Traveler

### Télévision

#### Séries télévisées
- 1992 : Ray Bradbury présente (The Ray Bradbury Theater)
- 1998 : Winner Takes All : Extra
- 1999 : Night Man
- 2001 : MythQuest (en) : Telemachus
- 2001-2004 : Smallville : Whitney Fordman
- 2002 : Player$ : Lui-même
- 2004 : Le Messager des ténèbres (The Collector) : Nick
- 2006-2013 : Esprits criminels (Criminal Minds) : Sean Hotchner
- 2007 : Ghost Whisperer : Gordon Pike (saison 2, épisode 14)
- 2007 : The Unit : Commando d'élite (The Unit) : Ethan McNeal
- 2007 : Flash Gordon : Flash Gordon
- 2010 : Supernatural : Brady
- 2010 : Rookie Blue : Luke Callaghan
- 2012 : Alcatraz : Cal Sweeney
- 2013 : Orphan Black : Chad
- 2014 : Saving Hope : Dr Jason Kalfis
- 2014 : The Knick : Dr Everett Gallinger
- 2017 : Junior : Rick
- 2019 : Hudson & Rex : Darryl Perth
- 2020 : Vikings : Erik le Rouge (saison 6)
- 2021 : American Gods : Chad Mulligan (saison 3)
- 2022 : Pretty Little Liars: Original Sin : shérif Beasley

#### Téléfilms
- 1998 : Oklahoma City: A Survivor's Story : Jason
- 1999 : Atomic Train : Danny
- 2000 : Meurtres en famille (Scorn) : Darren Huenemann
- 2000 : Un monde à part (Children of Fortune) : Andrew Bast
- 2003 : Femmes à Hollywood (Hollywood Wives: The New Generation) : Brian Richter
- 2004 : Anonymous Rex : Rhys
- 2005 : Falcon Beach : Lane Bradshaw
- 2005 : Le Cauchemar d'Allison (A Friend of the Family) : Darris Shaw
- 2005 : Marker : Roddy Dutch
- 2009 : Le Secret d'une sœur : Drew
- 2010 : Tempête de météorites : Kyle Pember
- 2010 : Miracle à Manhattan : Jake Finley
- 2011 : Trois jours avant Noël (Deck the Halls) : Jack Riley
- 2013 : Le Bonheur au pied du sapin (Fir Crazy) : Darren
- 2016 : Saint-Valentin pour toujours (Valentine Ever After): Ben Thomas